# Doug Hinds
Doug Hinds, född 15 april 1958, är en friidrottare från Kanada. Han deltog vid olympiska sommarspelen 1984.